# Liste der Länder mit Linksverkehr

Weltkarte des Rechts- und Linksverkehrs
Rechtsverkehr
Rechtsverkehr, früher Linksverkehr
Rechtsverkehr, früher uneinheitliche Regelung (abhängig vom Ort)
Linksverkehr
Linksverkehr, früher Rechtsverkehr

In den folgenden Ländern herrscht oder herrschte im Straßenverkehr Linksverkehr:
| Afrika Aktuell Botswana Kenia Lesotho Malawi Mauritius Mosambik Namibia (bis 1915 Rechtsverkehr) Sambia Seychellen Simbabwe Südafrika Eswatini Tansania Uganda Früher früher in Angola (bis 1928) früher in Äthiopien (bis 7. Juni 1964) früher in Eritrea (bis 7. Juni 1964) früher in Britisch-Somaliland (bis 1960) früher in Gambia (bis 30. September 1965) früher in Ghana (bis 3. August 1974) früher in Guinea-Bissau (bis 31. Mai 1928) früher in Britisch- Kamerun (= Nordkamerun) (bis 1961): Umstellung auf Linksverkehr 1924 Rückumstellung auf Rechtsverkehr 1961 früher auf den Kapverdischen Inseln (bis 1. Juni 1928) früher in Nigeria (bis 1. April 1972) früher in Sierra Leone (bis 28. Februar 1971) früher in Somalia (bis 1968) früher in Sudan (bis August 1973) früher in Teilen von Togo : im britischen Einflussbereich ohne Lomé (August 1914 bis 3. April 1974) in Lomé (August 1914 bis 30. September 1920) | Europa Aktuell Vereinigtes Königreich [ 1 ] Irland Isle of Man Guernsey (Rechtsverkehr während der deutschen Besatzung 1941–1945) Jersey (Rechtsverkehr während der deutschen Besatzung 1942–1945) Malta Republik Zypern Früher früher in Finnland (bis 8. Juni 1858) früher in Frankreich (bis 1792) [ 2 ] früher in Gibraltar (bis 16. Juni 1929) früher in Island (bis 26. Mai 1968) früher in Teilen von Italien (bis 1920er Jahre): 1866–1910 nach und nach Umstellung auf Rechtsverkehr in den ländlichen Gebieten Umstellung auf Rechtsverkehr in den großen Städten am 20. Oktober 1924 früher in Teilen von Jugoslawien (bis 1920er Jahre) früher in Österreich : in Wien: 12. Juli 1882 bis 18. September 1938 in Vorarlberg: 1910 bis 21. August 1921 in Tirol (außer Osttirol): 1910 bis 1. April 1930 in Kärnten und Osttirol: 1910 bis 14. Juni 1935 in Salzburg, Bezirk Zell am See und teilweise Bezirk St. Johann im Pongau (westlich von Lend): 1915 bis 1. April 1930 im restlichen Salzburg, Oberösterreich, Steiermark und im südlichen Teil des Burgenlandes: 1915 bis 30. Juni 1938 in Niederösterreich und im nördlichen Teil des Burgenlandes: 1915 bis 18. September 1938 früher in Teilen von Polen : Galizien kommt 1918 zu Polen und stellt auf Rechtsverkehr um früher in Portugal (bis 1. Juni 1928) früher in Teilen von Rumänien : Banat und Siebenbürgen kommen 1919 zu Rumänien und stellen auf Rechtsverkehr um früher in Schweden (bis 3. September 1967, s. a. Dagen H ) früher in Teilen von Spanien ( Madrid bis September 1924) früher in der Tschechoslowakei (bis 1938/1939): Annexion des Sudetenlandes von Deutschland und damit Umstellung auf Rechtsverkehr am 10. Oktober 1938 Okkupation der „ Rest-Tschechei “ und Umstellung auf Rechtsverkehr am 15. März 1939 früher in Ungarn (bis 1941): Umstellung auf Rechtsverkehr in ganz Ungarn bis auf einen Bereich mit ca. 30 Kilometer Radius rund um Budapest am 6. Juli 1941 Umstellung auf Rechtsverkehr auch im Budapester Bereich am 9. November 1941 |
| Asien Aktuell Bangladesch Bhutan Brunei Hongkong Indien Indonesien Japan auf der Okinawa-Inselgruppe herrschte in der Zeit vom 1. April 1945 bis zum 30. Juli 1978 jedoch Rechtsverkehr , da diese von 1945 bis 1972 von den USA verwaltet wurde Macau Malaysia Malediven Nepal Osttimor Pakistan Singapur Sri Lanka Thailand Früher früher in China (bis 1946): ursprünglich gab es sowohl Rechts- wie auch Linksverkehr in China Umstellung auf Rechtsverkehr am 1. Januar 1946 (außer in Kanton, Shanghai und Kunming) Umstellung auf Rechtsverkehr auch in Kanton, Shanghai und Kunming am 13. Juli 1946 früher in Myanmar (bis 1970) früher in Nordkorea (bis 1945/1946) früher auf den Philippinen (bis 10. März 1945) früher in Südkorea (bis 1. April 1946) früher in einem Teil von Jemen Umstellung auf Rechtsverkehr am 1. Januar 1977 in der damaligen Demokratischen Volksrepublik Jemen ( Südjemen )                         | Nordamerika/Mittelamerika Aktuell Amerikanische Jungferninseln Anguilla Antigua und Barbuda Bahamas Bermuda Barbados Britische Jungferninseln Dominica Grenada Jamaika Kaimaninseln Montserrat St. Kitts und Nevis St. Lucia St. Vincent und die Grenadinen Trinidad und Tobago Früher früher in Panama (bis 15. April 1943) früher in Teilen von Kanada : British Columbia wechselte im Binnenland am 15. Juli 1920 und an der Küste am 1. Januar 1922 auf Rechtsverkehr Labrador wechselte am 2. Januar 1947 auf Rechtsverkehr New Brunswick wechselte am 1. Dezember 1922 auf Rechtsverkehr Neufundland wechselte am 2. Januar 1947 auf Rechtsverkehr Nova Scotia wechselte 1923 auf Rechtsverkehr Prince Edward Island wechselte am 1. Mai 1924 auf Rechtsverkehr |
| Ozeanien Aktuell Australien Cookinseln Fidschi Kiribati Nauru Neuseeland Papua-Neuguinea Salomonen Samoa – Umstellung vom Rechtsverkehr am 7. September 2009 [ 3 ] Tonga Tuvalu | Südamerika Aktuell Guyana Falklandinseln (Rechtsverkehr während der argentinischen Besatzung April bis Juni 1982) Suriname in Bolivien ausschließlich auf der Yungas-Straße , sonst Rechtsverkehr Früher früher in Argentinien (bis 10. Juni 1945) früher in Paraguay (bis 1945) früher in Uruguay (bis 2. September 1945) |